# Wilhelmshöhle (Schwäbische Alb)
Die Wilhelmshöhle ist eine Höhle der Schwäbischen Alb in Baden-Württemberg. Sie liegt in der Nähe des Hohenneuffen 1,25 km westlich von Erkenbrechtsweiler am Fuß des Marienfelsens auf Markung Beuren.

## Geschichte
Die in den 1940er Jahren entdeckte Wilhelmshöhle wurde 1958/59 in aufwändiger Arbeit zugänglich gemacht (670 m NN, ki 2, EB 1,2 m, EH 0,8 m, L 169 m). Sie ist am besten zu erreichen, wenn man am Marienfelsen vom Wanderweg von Erkenbrechtsweiler zum Hohenneuffen über den Steilhang zum Fuß des Felsens absteigt. Durch den vier Meter langen Eingangsschluff erreicht man einen kleinen Raum, in dem man stehen kann. Nach Südwesten geht ein blind endender Gang ab (Länge 15 Meter). Nach Nordosten schließt sich die Lehmhalle an (in einem fünf Meter hohen Kamin an der Decke besteht Sprechverbindung zur Marienfelshöhle 2). Einige enge Partien führen zu einem ständig mit Wasser gefüllten Sinterbecken von 0,5 Meter Tiefe und zur Hohen Halle, wo sich der Höhlengang wieder teilt. Nach Osten führt eine verhältnismäßig geräumige Kluft (Länge 17 Meter). Über weitere Engstellen gelangt man zur Reiterhalle, danach wird der mehrfach abgewinkelte Gang wieder enger. Das Ende der Höhle bildet eine weitere kleine Halle, von der einige kurze Gänge abzweigen. Ein Schacht führt fünf Meter in die Tiefe.

## Naturschutz
Die Wilhelmshöhle ist zusammen mit dem Marienfelsen unter der Nummer 13556/848 als Geotop geschützt und unter dem Namen Marienfels mit Wilhelmshöhle mit der Schutzgebietsnummer 811-60110704 auch als Naturdenkmal.